# Chorobyczi (stacja kolejowa)
Chorobyczi (ukr. Хоробичі) – stacja kolejowa w miejscowości Chorobyczi, w rejonie czernihowskim, w obwodzie czernihowskim, na Ukrainie. Położona jest na linii Bachmacz - Homel.
Jest ukraińską stacją graniczną na granicy z Białorusią.

## Historia
Stacja powstała w XIX w. na linii Kolei Libawsko-Romieńskiej pomiędzy stacjami Terechówka i Horodnia-Ujezd. Po rozpadzie Związku Sowieckiego została stacją graniczną.